# لترالس
لَتِرالِس (به انگلیسی: Lateralus) نام سومین آلبوم گروه موسیقی پراگرسیو متال آمریکایی تول است. آلبوم در ۱۵ ماه می‌سال ۲۰۰۱ منتشر شد و به صدر جدول بیلبورد ۲۰۰ رفت. در ۵ اوت ۲۰۰۳ آلبوم تصدیقیه دابل پلاتین را از انجمن صنعت ضبط موسیقی آمریکا دریافت کرد. در ۳۰ اوت ۲۰۰۴ آلبوم توانست گواهی نقره‌ای را از صنعت ضبط صدای بریتانیا برای فروش ۶۰۰۰۰ نسخه‌ای‌اش در بریتانیا دریافت کند. آلبوم توانست در بین ۲۰۰ آلبوم قطعی تالار مشاهیر راک اند رول مکان ۱۲۳ را بدست آورد.

## لیست آهنگ‌ها
تمام آهنگ‌ها توسط گروه تول نوشته و ساخته شده‌است.
| شماره      | نام               | مدت   |
| ---------- | ----------------- | ----- |
| ۱.         | «کینه»            | ۸:۳۶  |
| ۲.         | «رستاخیز یون آبی» | ۱:۰۳  |
| ۳.         | «بردبار»          | ۷:۱۳  |
| ۴.         | «سرود»            | ۱:۱۲  |
| ۵.         | «تفرقه»           | ۶:۴۷  |
| ۶.         | «پارابول»         | ۳:۰۴  |
| ۷.         | «پارابولا»        | ۶:۰۳  |
| ۸.         | «تیک‌ها و زالوها»  | ۸:۱۰  |
| ۹.         | «لترالس»          | ۹:۲۴  |
| ۱۰.        | «سرشت»            | ۴:۴۶  |
| ۱۱.        | «انعکاس»          | ۱۱:۰۷ |
| ۱۲.        | «سه‌تایی»          | ۸:۴۶  |
| ۱۳.        | «فایپ د اوئیاد»   | ۲:۳۹  |
| مجموع مدت: | مجموع مدت:        | ۷۸:۵۱ |